# Hòa Tân Tây
Hòa Tân Tây là một xã thuộc huyện Tây Hòa, tỉnh Phú Yên, Việt Nam.
Xã Hòa Tân Tây có diện tích 16,31 km², dân số năm 1999 là 8360 người, mật độ dân số đạt 513 người/km².
Xã Hòa Tân Tây gồm 4 thôn:
- thôn Phú Khánh
- thôn Xuân Thạnh 1
- thôn Xuân Thạnh 2
- thôn Hội Cư